# Spencer megye (Kentucky)
Spencer megye az Amerikai Egyesült Államokban, azon belül Kentucky államban található. Megyeszékhelye és legnagyobb városa Taylorsville. Lakosainak száma 19 490 fő (2020. április 1.). Spencer megye Shelby, Anderson, Nelson, Bullitt és Jefferson megyékkel határos.

## Népesség
A megye népességének változása:
| Lakosok száma | 17 121 | 17 353 | 17 432 | 17 637 | 17 894 | 19 490 |
|               | 2010   | 2011   | 2012   | 2013   | 2015   | 2020   |